# Кахидзе, Шалва Семёнович
Шалва Семёнович Кахидзе (25 января 1910 года, село Гоголети, Рачинский уезд, Кутаисская губерния, Российская империя — неизвестно, Амбролаури, Грузинская ССР) — грузинский советский партийный и государственный деятель, председатель исполнительного комитета Амбролаурского районного Совета депутатов трудящихся, первый секретарь Абролаурского райкома партии, Грузинская ССР. Герой Социалистического Труда (1949). Член ЦК Компартии Грузии. Депутат Верховного Совета Грузинской ССР 3 — 5 созывов.

## Биография
Родился в 1910 году в крестьянской семье в селе Гоголети Рачинского уезда. С раннего возраста трудился в сельском хозяйстве, позже — разнорабочим на строительстве Чиатурского марганцевого комбината. С 1928 года обучался на рабфаке. В 1938 году окончил Тбилисский мелиоративный институт по специальности «инженер-механизатор». С 1939 года член ВКП(б). Трудился инструктором в ЦК Компартии Грузии до призыва в августе 1941 года в Красную Армию по мобилизации.
Участвовал в Великой Отечественной войне. Воевал в составе командиром взвода 45-мм пушек 647-го стрелкового полка 216-й стрелковой дивизии. Получил два ранения. С февраля 1945 года — командир батареи. После демобилизации в декабре 1945 года демобилизовался в звании капитана и возвратился в Грузию.
С 1946 года — председатель Амбролаурского райисполкома. Занимался восстановлением сельскохозяйственного производства. За короткое время во время Четвёртой пятилетки (1946—1950) сельскохозяйственные предприятия Амбролаурского района достигли довоенного уровня производства. В 1948 году обеспечил перевыполнение в целом по району планового сбора урожая винограда на 32,1 %. Указом Президиума Верховного Совета СССР от 9 августа 1949 года удостоен звания Героя Социалистического Труда за «получение высоких урожаев винограда в 1948 году» с вручением ордена Ленина и золотой медали «Серп и Молот» (№ 4396).
Этим же Указом званием Героя Социалистического Труда были награждены руководители Абролаурского района первый секретарь Абролаурского райкома партии Аполлон Александрович Чичинадзе, управляющий районным отделом сельского хозяйства Михаил Дмитриевич Беденашвили и главный районный агроном Иовел Кимотеевич Бакурадзе.
С 1951 года — первый секретарь Амбролаурского райкома партии (предшественник — Аполлон Александрович Чичинадзе). Избирался депутатом Верховного Совета Грузинской ССР 3 — 5 созывов (1951—1964), членом ЦК Компартии Грузии.
После выхода на пенсию проживал в Амбролаури. С 1969 года — персональный пенсионер союзного значения. Дата смерти не установлена.
Награды
- Герой Социалистического Труда
- Орден Ленина
- Орден Отечественной войны 1 степени (28.02.1945)
- Орден Красной Звезды (05.05.1945)
- Медаль «За победу над Германией в Великой Отечественной войне 1941—1945 гг.»